# Podgorje Jamničko
 Podgorje Jamničko  falu Horvátországban Zágráb megyében. Közigazgatásilag Pisarovinához tartozik.

## Fekvése
Zágráb központjától 25 km-re délnyugatra, községközpontjától 2 km-re északkeletre a Vukomerići dombok nyugati lábánál fekszik. A község legkisebb települése.

## Története
A falunak 1857-ben 53, 1910-ben 82 lakosa volt. Trianon előtt Zágráb vármegye Pisarovinai járásához tartozott. 2001-ben a falunak 10 lakosa volt.

## Lakosság
| Lakosság változása | Lakosság változása | Lakosság változása | Lakosság változása | Lakosság változása | Lakosság változása | Lakosság változása | Lakosság változása | Lakosság változása | Lakosság változása | Lakosság változása | Lakosság változása | Lakosság változása | Lakosság változása | Lakosság változása |
| ------------------ | ------------------ | ------------------ | ------------------ | ------------------ | ------------------ | ------------------ | ------------------ | ------------------ | ------------------ | ------------------ | ------------------ | ------------------ | ------------------ | ------------------ |
| 1857               | 1869               | 1880               | 1890               | 1900               | 1910               | 1921               | 1931               | 1948               | 1953               | 1961               | 1971               | 1981               | 1991               | 2001               |
| 53                 | 60                 | 67                 | 61                 | 65                 | 82                 | 86                 | 72                 | 68                 | 69                 | 54                 | 44                 | 36                 | 12                 | 10                 |

## Népesség
Szent Vid tiszteletére szentelt temploma egy téglaépület, mely 1857-ben épült az erdőben, historikus stílusban. Egyhajós épület, téglalap alaprajzzal, a hajónál keskenyebb, kissé lekerekített szentéllyel, sekrestyével és fából készült harangtoronnyal a főhomlokzat felett. Festett fából készült mennyezete és fából épített kórusa van. Értékes barokk berendezése a 18. századból származik.